# Parafia Bożego Ciała w Wielgiem
Parafia Bożego Ciała w Wielgiem – jedna z 10 parafii dekanatu lipskiego diecezji radomskiej.

## Historia
- Kościół pierwotny pw, Bożego Ciała był fundowany wraz z erygowaniem parafii w 1414 przez Janusza, Jana i Zbigniewa Oleśnickich. Konsekrowany został w 1544 przez bpa Macieja Waleriana. W XVI w. został zniszczony. Kolejny kościół pochodził z końca XVII w., restaurowany był w 1744. W roku 1871 dobudowano murowaną zakrystię od północy i kruchtę od zachodu. Restaurację świątyni podjęto w 1978. Kościół był budowlą drewnianą i orientowaną. W 1993 został rozebrany, a dzwonnicę z 1870 przeniesiono do Muzeum Wsi Radomskiej. Nowy kościół, według projektu arch. Zygmunta Koczonia, zbudowany został w latach 1989–1997 ze składek parafian, staraniem ks. Stanisława Skroka, ks. Kazimierza Raka i ks. Mieczysława Marchewki. Poświęcił go 15 sierpnia 1990 bp Marian Zimałek. Kościół jest trójnawowy, wzniesiony z czerwonej cegły. Kościół pw. św. Wojciecha na cmentarzu powstał w XVI w. Jest obiektem orientowanym, jednonawowym, zbudowanym z cegły.

## Proboszczowie
- 1932–1954 – ks. Franciszek Sendys
- 1954–1963 – ks. Wacław Kaszewski
- 1963–1972 – ks. Jan Uchański
- 1972–1988 – ks. Stanisław Skrok
- 1988–1991 – ks. Kazimierz Rak
- 1991–2009 – ks. kan. Mieczysław Marchewka
- od 2009 – ks. Leszek Mach

## Zasięg parafii
Do parafii należą wierni z miejscowości: Bąkowa, Borowiec, Kunegundów, Łaziska, Marianki i Wielgie.